# Árnessýsla
Árnessýsla è una contea islandese, situata nella regione di Suðurland. Questa contea ha una superficie di 8.287 km² e, nel 2006, aveva una popolazione di 12 294 abitanti. Le principali risorse economiche della contea sono l'agricoltura e il turismo.

## Municipalità
La contea è situata nella circoscrizione del Suðurkjördæmi e comprende i seguenti comuni:
- Árborg
- Bláskógabyggð
- Flóahreppur
- Grímsnes- og Grafningshreppur
- Hrunamannahreppur
- Hveragerðisbær
- Ölfus
- Skeiða- og Gnúpverjahreppur